# Bassfield
Bassfield è una città (town) degli Stati Uniti d'America, situata nella contea di Jefferson Davis, nello Stato del Mississippi.
Durante le ore pomeridiane del 13 aprile 2020 la cittadina è stata travolta da un tornado classificato EF4 che ha causato 8 morti. Tale tornado è risultato il quarto più largo nella storia mondiale